# Parco Miklošič
Il parco Miklošič (in sloveno Miklošičev park) è un parco pubblico di Lubiana la capitale della Slovenia situato nei pressi di piazza Slovenia.

## Storia
Il parco è stato progettato dall'architetto Max Fabiani e mentre le opere di giardinaggio sono state realizzate da Vaclav Hejnic. Inizialmente chiamato piazza Slovenia è stato rinominato in parco Miklošič nel 1991 in occasione del centeniario della morte di Franc Miklošič . Nel parco vi si trovata un monumento all'imperatore Francesco Giuseppe I d'Austria, successivamente sostituito nel 1918 con una statua dello stesso Franc Miklošič. L'intervento di realizzazione del parco è stato sostenuto interamente dalle autorità di Vienna.

## Descrizione
Il parco ha una pianta quadrata con dei percorsi pedonali che lo attraversano in diagonale. La maggior parte degli edifici circostanti sono costruiti in stile art Nouveau.

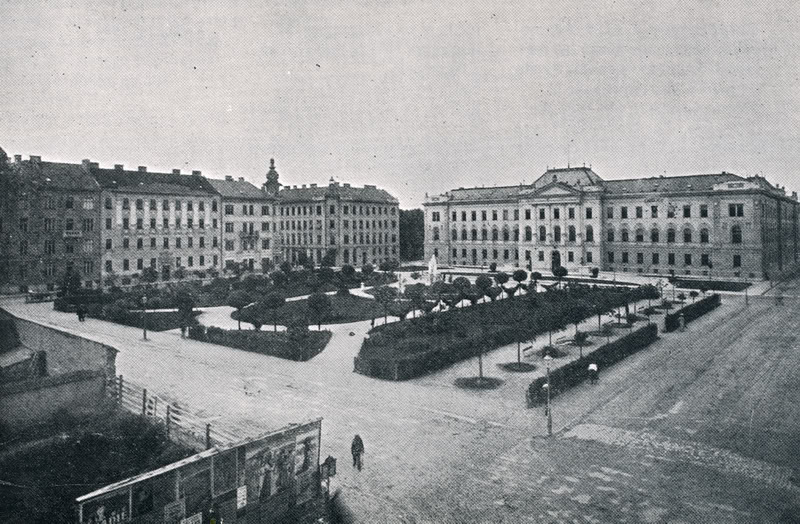
Il parco nel 1908